# Bataille de Mir (1792)
Guerre russo-polonaise de 1792
Batailles
- Mir
- Boruszkowce
- Zieleńce
- Dubienka
- Zelva
- Krzemień
- Markuszów

La bataille de Mir est une bataille de la Guerre russo-polonaise de 1792 qui se déroule le 11 juin 1792, entre l'armée de Pologne-Lituanie, commandée par Józef Judycki et l'armée impériale russe commandée par Borys Mellin (pl). La bataille se termine par une victoire russe.

## Sources
- (en) Cet article est partiellement ou en totalité issu de l’article de Wikipédia en anglais intitulé « Battle of Mir » (voir la liste des auteurs).